# Lockheed Corporation
Lockheed Corporation (sprva Loughead Aircraft Manufacturing Company) je ameriški proizvajalec letal in tudi oborožitvene, vesoljske in informacijske tehnike. Podjetje sta leta 1912 ustanovila brata Allan in Malcolm Loughead, leta 1995 se je združil z Martin Marietta v Lockheed Martin.

## Proizvodi

### Potniška letala
- Lockheed Vega
- Lockheed Model 10 Electra
- Lockheed Model 12 Electra Junior
- Lockheed Model 14 Super Electra
- Lockheed Model 18 Lodestar
- Lockheed Constellation
- Lockheed L-1049 Super Constellation,
- Lockheed L-1649 Starliner
- Lockheed Saturn
- Lockheed L-188 Electra
- Lockheed JetStar, poslovno letalo
- L-1011 TriStar, širokotrpno potniško letalo

### Vojaška transportna letala
- Lockheed C-69/Lockheed C-121 Constellation vojaška verzija letala Constellation
  - YC-121F Constellation, eksperimentala turbopropelerska verzija
- Lockheed R6V Constitution, veliko transportno letao
- Lockheed C-130 Hercules,
- Lockheed C-141 Starlifter, reaktivno transportno letalo
- Lockheed C-5 Galaxy, veliko transportno letalo
- Flatbed, transportno letalo, preklicano

### Lovci
- Lockheed P-38 Lightning, dvomotorni propelerski lovec iz 2. svetovne vojne
- Lockheed P-80 Shooting Star, prvi ameriški operativni reaktivni lovec
- Lockheed T-33 Shooting Star, reaktivni trenažer
- Lockheed F-94 Starfire, vsevremenski lovec
- Lockheed F-104 Starfighter, reaktivni lovec
- Lockheed F-117 Nighthawk, stealth bombnik
- General Dynamics F-16 Fighting Falcon, večnamenski lovec (General Dynamics)
- Lockheed F-22 Raptor, stealth lovec

### Patruljna in izvidniška letala
- Lockheed Hudson, patruljno letalo/bombnik
- PV-1 Ventura and PV-2 Harpoon, mornariško patruljno letalo/bombnik
- PO-1W/WV-1 Constellation, AWACS
- EC-121/WV-2 Warning Star, AWACS
- Lockheed P-2 Neptune, patruljno letalo
- Lockheed P-3 Orion, patruljno letalo/protipodmorniško letalo
- Lockheed U-2/TR-1, vohunsko letalo
- Lockheed SR-71 Blackbird, izvidniško letalo (A-12) (M-21) (YF-12)
- Lockheed S-3 Viking, patruljni jurišnik
- YO-3A Quiet Star

### Helikopterji
- Lockheed CL-475
- XH-51A/B
- Lockheed AH-56 Cheyenne

### Balistične rakete
- UGM-27 Polaris
- UGM-73 Poseidon
- UGM-89 Perseus
- Trident
  - UGM-96 Trident I
  - UGM-133 Trident II
- High Virgo

### Vesoljska tehnologija
- Lockheed X-7
- Lockheed X-17
- Lockheed X-24C and L-301
- Lockheed Star Clipper
- Corona
- RM-81 Agena
  - Agena target vehicle
- Rešilni sistem na Apollu
- Hubblov vesoljski daljnogled

### Plovila
- Sea Shadow